# John Philip Holland

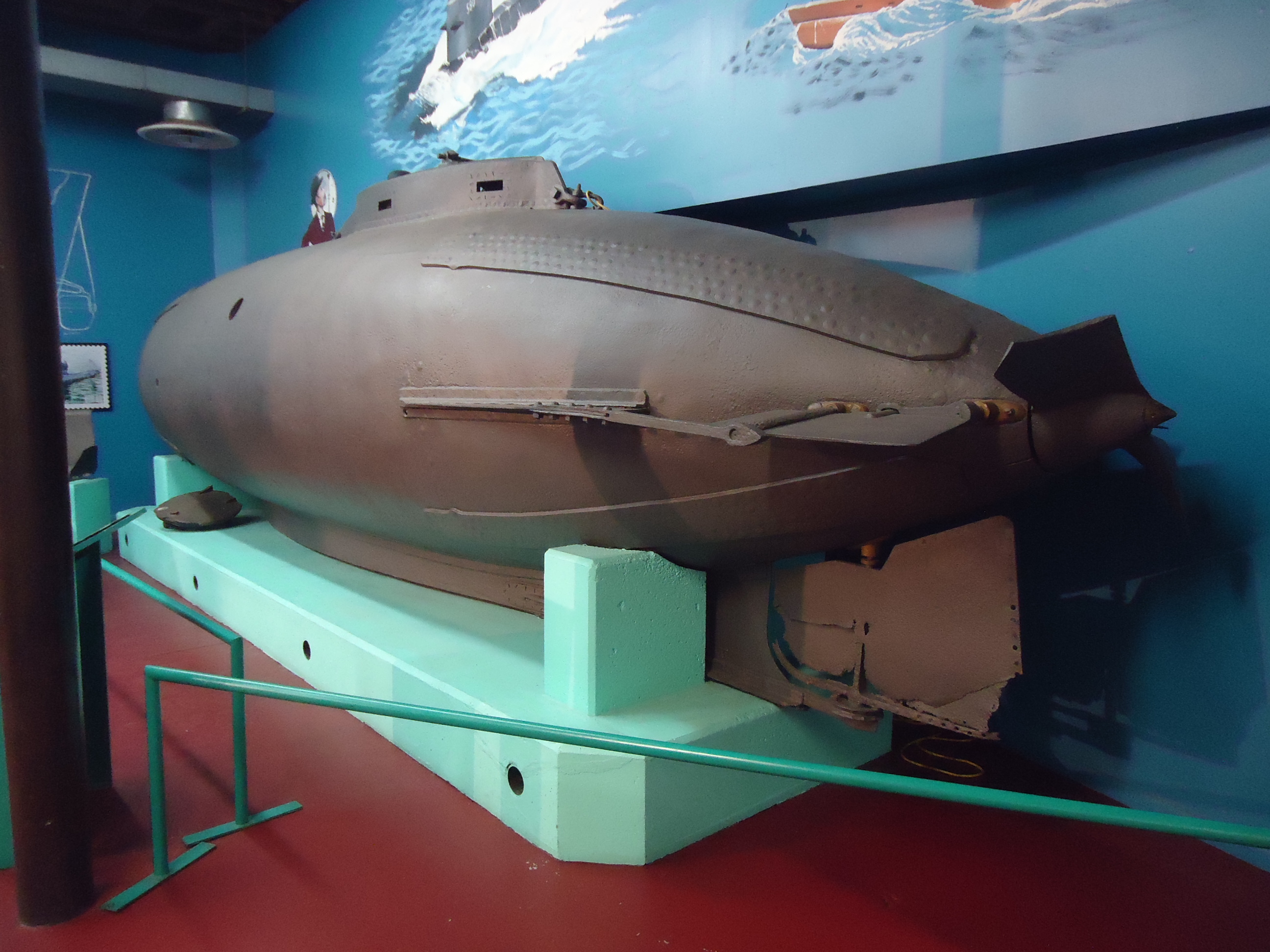
Finain Ram in Paterson museum

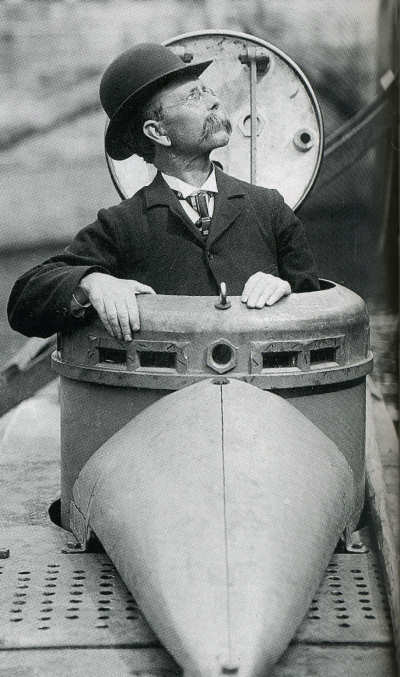
John Philip Holland in het luik van een onderzeeboot

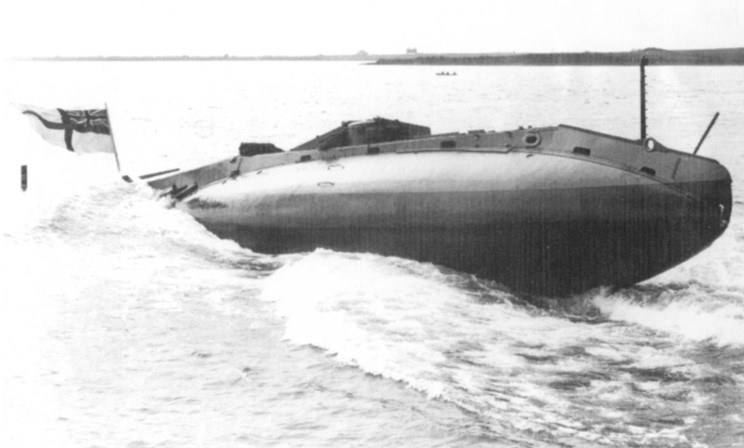
HMS Holland 1

John Philip Holland (24 februari 1841 - 12 augustus 1914) was een Ierse ingenieur die de eerste onderzeeboot ontwikkelde voor de Amerikaanse marine, de USS Holland (SS-1).

## Opleiding
John Philip Holland, de tweede van vier kinderen, werd geboren in Liscannor te Ierland. Zijn vader, John Sr., werkte voor de Britse kustwacht. Zijn moeder, Mary Scanlon, was John Sr's tweede vrouw. Zijn eerste vrouw, Anne Foley Holland, was in 1835 overleden.
Holland was lid van de Christelijke Broeders van Ierland in Limerick. Na zijn opleiding gaf hij les. Om gezondheidsredenen verliet hij de christelijke broeders in 1873. In datzelfde jaar emigreerde hij naar de Verenigde Staten. In eerste instantie werkte hij voor een ingenieursbureau, maar daarna gaf hij zes jaar les aan de katholieke school van St. John in Paterson (New Jersey). 

## Onderzeeboot ontwerpen
Toen hij leraar was in Cork, las hij over de Slag bij Hampton Roads. Op 9 maart 1862 streden daar de USS Monitor en CSS Virginia tijdens de Amerikaanse Burgeroorlog. Hij realiseerde zich dat de beste manier om dergelijke zwaar gepantserde schepen aan te vallen zou zijn van onderen. Hij maakte een ontwerp voor een onderzeeboot, maar slaagde er niet in geld bij elkaar te halen om zijn plannen uit te voeren. Na zijn aankomst in Boston gleed hij uit op het ijs en brak een been. Gedurende zijn verblijf in het ziekenhuis ging hij verder met zijn ontwerp. 
In 1875 legde hij zijn eerste plannen voor aan de Amerikaanse marine. Zij twijfelden aan het ontwerp en weigerden hun medewerking. De Fenians, een Ierse organisatie die streefde naar onafhankelijkheid van Ierland, bleven hem financieel ondersteunen zodat hij zijn ontwerpen kon verbeteren. In 1881 werd de Fenian Ram tewategelaten, maar snel daarna kregen Holland en de Finians ruzie over geld. De Fenian Ram is behouden en ligt in het Paterson museum. 
Holland bleef zijn ontwerpen verbeteren en werkte aan verschillende experimentele boten. Hij had de Holland Torpedo Boat Company opgericht en liet diverse onderzeeboten bouwen. Op 17 mei 1897 werd het zesde ontwerp tewatergelaten, de Holland VI. Op 4 juli 1898 maakte de onderzeeër een testvaart en aan boord was Isaac Rice, een succesvolle ondernemer actief op het gebied van batterijen en elektrische vaartuigen. Hij raakte geïnteresseerd en rook zijn kans eind 1898. Holland moest diverse aanpassingen doen aan zijn onderzeeboot, maar had niet voldoende geld. Rice bood financiële hulp aan. Op 7 februari 1899 richtte hij de Electric Boat Company op en nam korte tijd later de Holland Torpedo Boat Company en alle octrooien van Holland over. Isaac Rice werd de eerste president van het bedrijf en Holland was algemeen directeur en hij had een klein aandelenbelang in de Electric Boat Company. De samenwerking verliep stroef en de rol van Holland werd steeds kleiner tot hij in 1904 de Electric Boat Company verliet. Het bedrijf is nog steeds actief en is tegenwoordig een onderdeel van het Amerikaanse defensiebedrijf General Dynamics.
De Holland VI was de eerste onderzeeboot die enige tijd onder water kon varen dankzij een elektromotor. Een benzinemotor was ook aanwezig voor het varen aan de oppervlakte en voor de opladen van de batterijen. Dit exemplaar werd gekocht door de Amerikaanse marine op 11 april 1900. Na uitvoerige tests werd ze op 12 oktober 1900 in dienst gesteld onder de naam USS Holland. De USS Holland had een waterverplaatsing van 45 ton en was 16 meter lang. De bemanning bestond uit zes personen en was bewapend met drie torpedo's. Zes exemplaren van dit type werden besteld en gebouwd bij het Crescent scheepswerf in Elizabeth (New Jersey). 
Het ontwerp van de USS Holland was zo succesvol dat andere landen hun interesse toonden. De Britse Royal Navy sloot in 1901 een overeenkomst met de Electric Boat Company om onder licentie een vijftal van deze onderzeeërs te bouwen in Barrow-in-Furness. De Japanse Keizerlijke Marine bestelde ook vijf exemplaren. Deze waren enigszins aangepast en waren ook zo'n drie meter langer. De Britse HMS Holland 1 is te zien in de Royal Navy Submarine Museum in Gosport.
John Philip Holland overleed op 12 augustus 1914 in Newark (New Jersey). Hij was 73 jaar waarvan hij 56 jaar actief bezig is geweest het ontwerpen en bouwen van onderzeeboten. Hij ligt begraven in Totowa in New Jersey.

## Naslagwerken
- Richard Knowles Morris, John P. Holland, 1841-1914: Inventor of the Modern Submarine, University of South Carolina Press, Columbia, 1998, ISBN 1-57003-236-X
- Lawrence Goldstone, Going Deep: John Philip Holland and the Invention of the Attack Submarine, Pegasus Books Ltd, New York, 2017, ISBN 978-1-68177-429-9